# Каролтон (Мисисипи)
Каролтон (енгл. Carrollton) град је у америчкој савезној држави Мисисипи.

## Демографија
По попису из 2010. године број становника је 190, што је 218 (-53,4%) становника мање него 2000. године.
| Група             | 2000.       | 2010.       |
| Белци             | 203 (49,8%) | 172 (90,5%) |
| Афроамериканци    | 204 (50,0%) | 17 (8,9%)   |
| Азијати           | 0 (0,0%)    | 0 (0,0%)    |
| Хиспаноамериканци | 2 (0,5%)    | 0 (0,0%)    |
| Укупно            | 408         | 190         |